# Tronul din Rhens

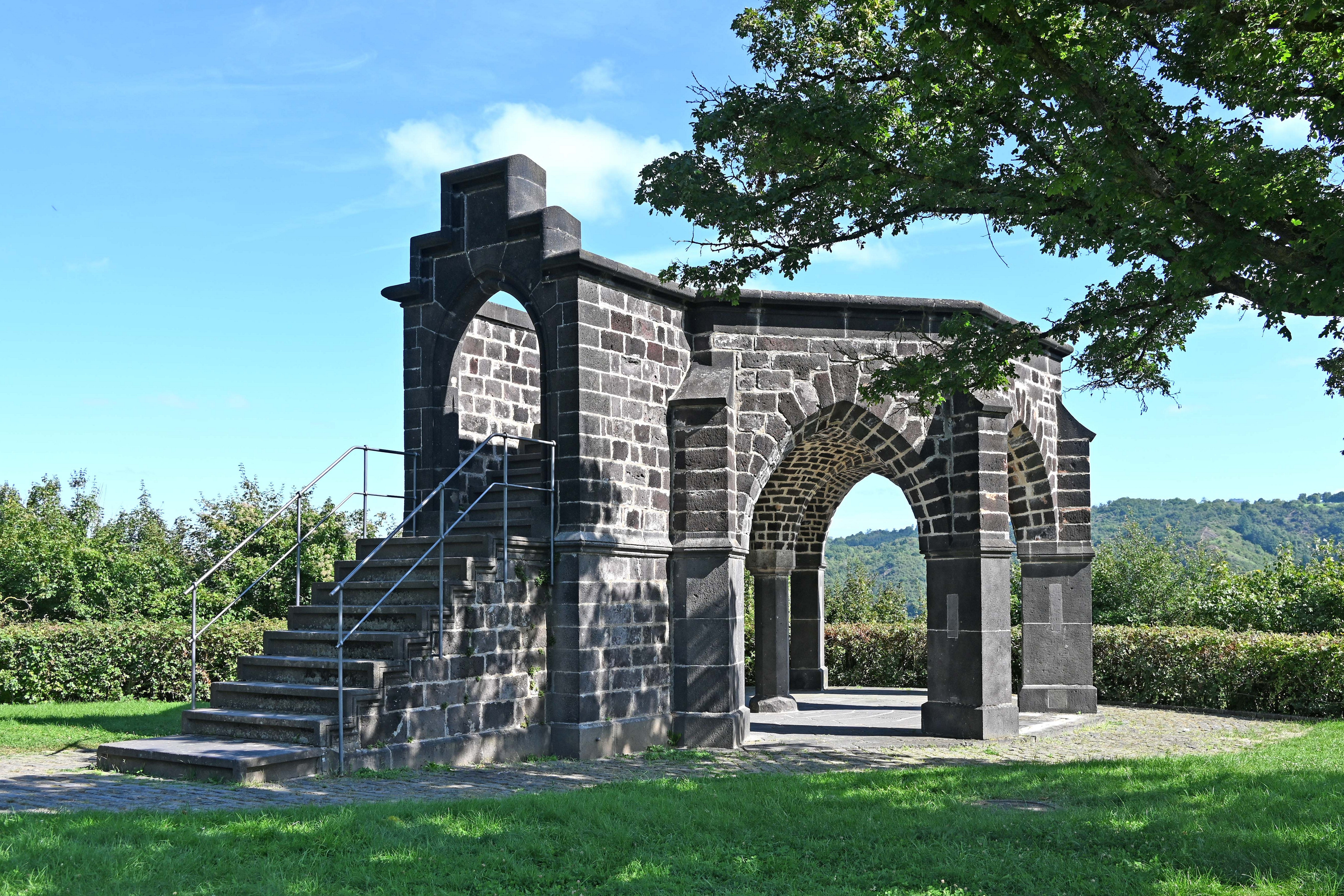
Tronul din Rhens (reconstruit în 1842)

Tronul din Rhens (în germană Königsstuhl von Rhens) este o construcție octogonală din piatră cu două etaje, ca o reprezentare mărită a unui tron. Construcția actuală datează din 1842, după ce originalul a fost distrus în 1792 de soldații lui Napoleon, și se află amplasată în livada cu nuci din Rhens lângă Rin, la sud de Koblenz. Acesta era locul unde în Evul Mediu principii electori purtau negocieri pentru alegerea regelui romano-german și alte alegeri regale din Sfântul Imperiu Roman. La negocierile care au avut loc pe 16 iulie 1338, principii electori au încheiat o alianță pe durată nedeterminată care le-a reafirmat poziția: doar principii electori aleg regele romano-german, protestând astfel împotriva oricărei ingerințe papale în această alegere. Rezultatul a fost crearea Asociației Electorale din Rhens care a fost totuși dizolvată în același an. 
Tronul inițial, ridicat înainte de 1398, se deosebea ca arhitectură de succesorul său construit în 1481–1843.

## Istorie
În 1273 a avut loc în Nussbaumgarten (livada cu nuci) pe malul Rinului în Rhense prima întâlnire preliminară a celor patru principi electori renani (arhiepiscopii de Mainz, Trier și Köln și contele palatin al Rinului) pentru alegerea lui Rudolf de Habsburg ca rege romano-german, întrucât teritoriile lor se întâlneau acolo. După discuțiile preliminare alegerii lui Henric al VII-lea în 1308 și respectiv a lui Ludovic al IV-lea Bavarezul în 1314, Asociația Electorală din Rhense creată în 1338 a fost închisă însă la scurt timp după aceea prevederile acordului prin care fusese creată au devenit lege imperială la Frankfurt pe Main.
Primele alegeri regale din Rhens au avut loc în 1346, odată cu alegerea lui Carol al IV-lea ca antirege. Zece ani mai târziu, prin Bula de Aur din 1356, împăratul Carol al IV-lea a desemnat orașul Frankfurt ca loc al alegerilor regale. Prin urmare, în 1376 , alegerea fiului lui Carol al IV-lea Venceslau, a fost pregătită la Tronul din Rhens și a avut loc pe 10 iunie 1376 în Frankfurt. Curând după încoronarea fiului său, pe 9 iulie 1376 Carol a ordonat ridicarea unui scaun din piatră (steynen gestuel), pe care regele ales urma să se așeze atunci când principii electori îl numeau viitor rege romano-german.

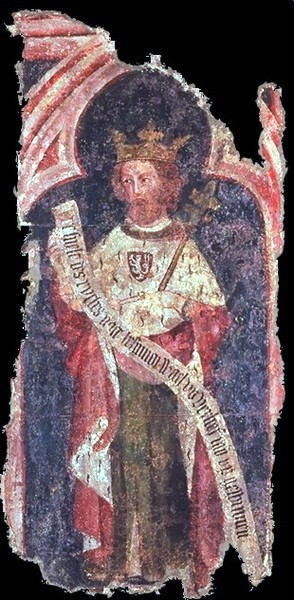
Împăratul Carol al IV-lea, inițiatorul tronului regal

Cetățenii din Rhens a construit tronul fiind recompensați printr-un privilegiu vamal primit de la Carol pentru costurile suportate și pentru întreținerea ulterioară a construcției.
Tronul a fost menționat documentar pentru prima dată în 1398, probabil în legătură cu o vizită a lui Venceslau la Rhens. După ce Venceslau a fost detronat în 1400, Rupert al III-lea a fost primul rege romano-german și viitor împărat care a folosit tronul regal din piatră. După moartea lui Rupert, Rhens și-a pierdut treptat importanța ca loc pentru  negocierile și alegerea regelui, însă a fost totuși locul în care Frederic al III-lea a fost ales rege în 1433. El a depus un jurământul imperial la urcarea pe tronul de piatră fiind tot atunci ridicat la rangul de cavaler. Maximilian I a urcat și el pe tronul din Rhens în călătoria sa de la Frankfurt la Aachen. 
Potrivit altor surse, Rupert al III-lea al Palatinatului a fost primul și ultimul rege, care a fost ales rege la Rhens, deoarece Frankfurt era deja fixat ca loc pentru alegerea regelui, iar după unii istorici regele Carol al IV-lea a construit acest tron din piatră doar ca o compensație pentru pierderea locului real de alegere a regelui. Următorii regi și împărați – inclusiv Frederic al III-lea – au fost aleși la Frankfurt și s-au aflat la Rhens doar în drumul lor către încoronarea ce urma să aibă loc la Aachen, urcând pe tron pentru a depune jurământul de credință și pentru a se prezenta oamenilor. După 1550 urmașii lui Maximilian I au renunțat treptat acest obicei.
În 1624 tronul a fost restaurat în timpul landgrafulului George al II-lea de Hessa, apoi construcția s-a degradat treptat în următorii 170 de ani. În 1795 tronul a fost distrus în timpul războaielor napoleoniene și soldații francezi au vândut pietrele cetățenilor din Rhens, iar tronul a fost în cele din urmă îndepărtat în 1806. După o colectă de fonduri susținută de regele Frederic Wilhelm al IV-lea al Prusiei, o nouă construcție a fost ridicată între anii 1841 și 1843 de către Johann Claudius von Lassaulx.
În 1929 tronul a fost mutat din livada cu nuci din Rhens în locația sa actuală de pe colina Schawall (Rheinhöhe), în apropierea drumului federal B9, cu vedere spre Rhens și Valea Rinului. O placă memorială amintește de fosta locație a construcției. Din 1979 până în 1982 construcția a fost din nou renovată și i s-a adăugat stema landului Renania-Palatinat.